# Người Việt tại Thụy Sĩ
Người Việt tại Thụy Sĩ là một cộng đồng người Châu Á tại Châu Âu. Theo thống kê của năm 2014 có 15.000 người Việt ở nơi đây

## Người Việt ở Thụy Sĩ
là một Cộng Đồng có phần đông là người gốc Nam. Họ sống dàn trải trên toàn lãnh thổ Thụy Sĩ.Đa số đều biết nói tiếng Pháp hoặc Đức.Tuy nhiên trình độ học vấn của thế hệ nhập cư đầu tiên không cao. Thế hệ tiếp theo đạt nhiều thành tích cao hơn trong học tập và trở thành những lao động trí thức. Cộng đồng nhìn chung có cuộc sống ôn
ổn định.

## Đại hội thành lập Hội người Việt Nam tại Thụy Sĩ
Ngày 24/4/2010, đông đảo đại diện người Việt tại các thành phố Bern, Zurich, Neuchaten, Basel, Genave, Lausanne, Luxern….. đã tham gia "Đại hội thành lập Hội người Việt Nam tại Thụy Sĩ". Đây được coi là một sự kiện quan trọng và có ý nghĩa, với mục đích là tập hợp những người Việt Nam đang sinh sống và làm việc tại Thụy Sĩ bảo vệ và đem lại lợi ích cho cộng đồng người của ta tại đây. Đồng thời hỗ trợ Kiều bào trong quá trình hội nhập, duy trì và phát huy bản sắc văn hóa nước nhà. Tạo cơ hội cho thế hệ trẻ hướng về quê cha đất mẹ. Xây dựng ấn tượng tốt đẹp về cộng đồng và đất nước Việt Nam, cũng như đồng thời là đem lại lợi ích cho quê hương nước nhà.
Với sự ra đời của tổ chức này, người Việt đã có rất nhiều hoạt động văn hóa lớn và có ý nghĩa:

## Tết Nguyên Đán
Hàng năm người Việt trên đất Thụy Sĩ đều tổ chức Tết truyền thống nhằm tưởng nhớ đến quê hương, để các thế hệ sau sẽ hiểu rõ hơn và không quên văn hóa của cha ông. Các chương trình ca múa nhạc được tổ chức mang đầy hương vị của dân tộc. Đồng thời nhân dịp năm mới, đại sứ quán Việt Nam tại Thụy Sĩ cũng có bài phát biểu, chúc tết Kiều bào, và điểm lại tình hình phát triển của đất nước. Hoạt động này đã mang lại sự ấm áp cho toàn thể đồng bào tại đây. Bác Hoàng Văn Khẩn, một Việt kiều đã có hơn 40 năm đón Tết quê hương ở phương trời châu Âu, cho biết: "Cảm giác khác biệt giữa Tết Tây và Tết dân tộc rất rõ ràng. Tuy rằng những hình ảnh đốt pháo Tết trong đêm Giao thừa trong từng gia đình đã chìm dần vào dĩ vãng, song truyền thống ba ngày Tết đi thăm hỏi người thân, họ hàng gần xa, bạn bè thân hữu vẫn còn im đậm dấu ấn. Đây chính là truyền thống văn hóa Việt Nam luôn được gìn giữ, và cũng là những niềm mong mỏi của những người con xa quê hương nhớ về gia đình và cội nguồn dân tộc.